# コレルリの主題による変奏曲 (ラフマニノフ)
『コレルリの主題による変奏曲』（英: Variations on a theme of Corelli/露: Вариации на тему А. Корели）ニ短調作品42は、セルゲイ・ラフマニノフが作曲したピアノ独奏のための変奏曲。主題と20の変奏からなる。フリッツ・クライスラーに献呈されている。

## 概要
ラフマニノフが主題としたのは、アルカンジェロ・コレッリのヴァイオリン、ヴィオローネ、チェンバロのための12のソナタ作品5の終曲である変奏曲「ラ・フォリア」であるが、コレルリが元にしたのは古来の舞曲であるフォリアであるため、この名称は本来正確ではない。
作曲者がロシア革命を避けるため亡命、渡米した後の1931年に書いた曲で、ラフマニノフが渡米後に作曲した最初で最後のピアノ独奏曲（編曲作品を除く）となった。原曲は単純な和声で、典雅な舞曲であるが、当然ラフマニノフの名人芸を発揮する部分もあり、変奏曲終盤では劇的なクライマックスを築いた後、原曲を静かに回想して終わる。

## 構成
- 主題：Andante
- 第1変奏：Poco piu mosso
- 第2変奏：L'istesso tempo
- 第3変奏：Tempo di menuetto
- 第4変奏：Andante
- 第5変奏：Allegro (ma non tanto)
- 第6変奏：L'istesso tempo
- 第7変奏：Vivace
- 第8変奏：Adagio misterioso
- 第9変奏：Un poco piu mosso
- 第10変奏：Allegro scherzando
- 第11変奏：Allegro vivace
- 第12変奏：L'istesso tempo
- 第13変奏：Agitato
- 間奏曲（Intermezzo）
- 第14変奏：Andante (come prima)
- 第15変奏：L'istesso tempo
- 第16変奏：Allegro vivace
- 第17変奏：Meno mosso
- 第18変奏：Allegro con brio
- 第19変奏：Piu mosso, Agitato
- 第20変奏：Piu mosso
- コーダ：Andante